# Gran Premio motociclistico di Germania 2006
Il Gran Premio motociclistico di Germania 2006 corso il 16 luglio, è stato il decimo Gran Premio della stagione 2006 e ha visto vincere: la Yamaha di Valentino Rossi in MotoGP, Yūki Takahashi nella classe 250 e Mattia Pasini nella classe 125.
Con questa gara il motomondiale arriva al 700º gran premio della sua storia.

## MotoGP

### Arrivati al traguardo
| Pos | Nº | Pilota            | Squadra         | Motocicletta | Giri | Tempo     | Griglia | Punti |
| --- | -- | ----------------- | --------------- | ------------ | ---- | --------- | ------- | ----- |
| 1   | 46 | Valentino Rossi   | Camel Yamaha    | Yamaha       | 30   | 41:59.248 | 11      | 25    |
| 2   | 33 | Marco Melandri    | Fortuna Honda   | Honda        | 30   | +0.145    | 6       | 20    |
| 3   | 69 | Nicky Hayden      | Repsol Honda    | Honda        | 30   | +0.266    | 3       | 16    |
| 4   | 26 | Dani Pedrosa      | Repsol Honda    | Honda        | 30   | +0.307    | 1       | 13    |
| 5   | 65 | Loris Capirossi   | Ducati Marlboro | Ducati       | 30   | +8.764    | 5       | 11    |
| 6   | 56 | Shin'ya Nakano    | Kawasaki Racing | Kawasaki     | 30   | +9.147    | 4       | 10    |
| 7   | 71 | Chris Vermeulen   | Rizla Suzuki    | Suzuki       | 30   | +16.608   | 14      | 9     |
| 8   | 15 | Sete Gibernau     | Ducati Marlboro | Ducati       | 30   | +16.648   | 7       | 8     |
| 9   | 7  | Carlos Checa      | Tech 3 Yamaha   | Yamaha       | 30   | +17.097   | 12      | 7     |
| 10  | 21 | John Hopkins      | Rizla Suzuki    | Suzuki       | 30   | +17.786   | 9       | 6     |
| 11  | 24 | Toni Elías        | Fortuna Honda   | Honda        | 30   | +27.425   | 16      | 5     |
| 12  | 5  | Colin Edwards     | Camel Yamaha    | Yamaha       | 30   | +29.308   | 15      | 4     |
| 13  | 77 | James Ellison     | Tech 3 Yamaha   | Yamaha       | 30   | +1:02.029 | 18      | 3     |
| 14  | 30 | José Luis Cardoso | Pramac d'Antín  | Ducati       | 30   | +1:19.997 | 19      | 2     |

### Ritirati
| Nº | Pilota           | Squadra              | Motocicletta | Giri | Griglia |
| -- | ---------------- | -------------------- | ------------ | ---- | ------- |
| 17 | Randy de Puniet  | Kawasaki Racing      | Kawasaki     | 12   | 13      |
| 6  | Makoto Tamada    | Konica Minolta Honda | Honda        | 10   | 10      |
| 10 | Kenny Roberts Jr | Team Roberts         | KR211V       | 10   | 2       |
| 66 | Alex Hofmann     | Pramac d'Antín       | Ducati       | 2    | 17      |

### Non partito
| Nº | Pilota       | Squadra   | Motocicletta | Griglia |
| -- | ------------ | --------- | ------------ | ------- |
| 27 | Casey Stoner | Honda LCR | Honda        | 8       |

## Classe 250

### Arrivati al traguardo
| Pos | Nº | Pilota              | Squadra                     | Motocicletta | Giri | Tempo     | Griglia | Punti |
| --- | -- | ------------------- | --------------------------- | ------------ | ---- | --------- | ------- | ----- |
| 1   | 55 | Yūki Takahashi      | Humangest Racing            | Honda        | 29   | 41:30.350 | 2       | 25    |
| 2   | 7  | Alex De Angelis     | Master - MVA Aspar          | Aprilia      | 29   | +0.058    | 5       | 20    |
| 3   | 48 | Jorge Lorenzo       | Fortuna Aprilia             | Aprilia      | 29   | +1.013    | 1       | 16    |
| 4   | 34 | Andrea Dovizioso    | Humangest Racing            | Honda        | 29   | +4.021    | 8       | 13    |
| 5   | 80 | Héctor Barberá      | Fortuna Aprilia             | Aprilia      | 29   | +9.384    | 3       | 11    |
| 6   | 15 | Roberto Locatelli   | Team Toth                   | Aprilia      | 29   | +19.242   | 4       | 10    |
| 7   | 14 | Anthony West        | Kiefer - Bos - Racing       | Aprilia      | 29   | +26.457   | 7       | 9     |
| 8   | 4  | Hiroshi Aoyama      | Red Bull KTM                | KTM          | 29   | +26.607   | 6       | 8     |
| 9   | 73 | Shūhei Aoyama       | Repsol Honda                | Honda        | 29   | +26.741   | 10      | 7     |
| 10  | 50 | Sylvain Guintoli    | Equipe GP De France - Scrab | Aprilia      | 29   | +30.621   | 11      | 6     |
| 11  | 25 | Alex Baldolini      | Matteoni Racing             | Aprilia      | 29   | +44.754   | 12      | 5     |
| 12  | 9  | Franco Battaini     | Campetella Racing           | Aprilia      | 29   | +45.063   | 18      | 4     |
| 13  | 54 | Manuel Poggiali     | Red Bull KTM                | KTM          | 29   | +48.793   | 13      | 3     |
| 14  | 96 | Jakub Smrž          | Cardion AB Motoracing       | Aprilia      | 29   | +52.317   | 15      | 2     |
| 15  | 42 | Aleix Espargaró     | Wurth Honda BQR             | Honda        | 29   | +52.369   | 19      | 1     |
| 16  | 28 | Dirk Heidolf        | Kiefer - Bos - Racing       | Aprilia      | 29   | +52.577   | 14      |       |
| 17  | 37 | Fabricio Perrén     | Stop And Go Racing          | Honda        | 29   | +1:00.025 | 20      |       |
| 18  | 16 | Jules Cluzel        | Equipe GP De France - Scrab | Aprilia      | 29   | +1:12.090 | 25      |       |
| 19  | 45 | Dan Linfoot         | Teng Tools Winona Racing    | Honda        | 28   | +1 giro   | 23      |       |
| 20  | 24 | Jordi Carchano      | WTR Blauer USA              | Aprilia      | 28   | +1 giro   | 21      |       |
| 21  | 22 | Luca Morelli        | Nocable Angaia Racing       | Aprilia      | 28   | +1 giro   | 26      |       |
| 22  | 78 | Meik Kevin Minnerop | IMT Racing                  | Honda        | 28   | +1 giro   | 30      |       |
| 23  | 17 | Franz Aschenbrenner | Castrol GP 250 Racing       | Honda        | 28   | +1 giro   | 29      |       |

### Ritirati
| Nº | Pilota             | Squadra                    | Motocicletta | Giri | Griglia |
| -- | ------------------ | -------------------------- | ------------ | ---- | ------- |
| 67 | Nicklas Cajback    | Agesta Racing              | Aprilia      | 21   | 27      |
| 58 | Marco Simoncelli   | Squadra Corse Metis Gilera | Gilera       | 14   | 9       |
| 21 | Arnaud Vincent     | Arie Molenaar Racing       | Honda        | 11   | 24      |
| 79 | Andreas Martensson | Ewes Racing                | Aprilia      | 7    | 28      |
| 36 | Martín Cárdenas    | Repsol Honda               | Honda        | 5    | 16      |
| 23 | Arturo Tizón       | Wurth Honda BQR            | Honda        | 4    | 17      |
| 8  | Andrea Ballerini   | Campetella Racing          | Aprilia      | 3    | 22      |

### Non qualificato
| Nº | Pilota          | Squadra         | Motocicletta |
| -- | --------------- | --------------- | ------------ |
| 85 | Alessio Palumbo | Matteoni Racing | Aprilia      |

## Classe 125

### Arrivati al traguardo
| Pos | Nº | Pilota             | Squadra                    | Motocicletta | Giri | Tempo     | Griglia | Punti |
| --- | -- | ------------------ | -------------------------- | ------------ | ---- | --------- | ------- | ----- |
| 1   | 75 | Mattia Pasini      | Master - MVA Aspar         | Aprilia      | 27   | 39:44.091 | 3       | 25    |
| 2   | 19 | Álvaro Bautista    | Master - MVA Aspar         | Aprilia      | 27   | +0.010    | 2       | 20    |
| 3   | 52 | Lukáš Pešek        | Derbi Racing               | Derbi        | 27   | +0.111    | 1       | 16    |
| 4   | 55 | Héctor Faubel      | Master - MVA Aspar         | Aprilia      | 27   | +9.298    | 10      | 13    |
| 5   | 24 | Simone Corsi       | Squadra Corse Metis Gilera | Gilera       | 27   | +9.372    | 9       | 11    |
| 6   | 1  | Thomas Lüthi       | Elit - Caffe Latte         | Honda        | 27   | +10.570   | 13      | 10    |
| 7   | 18 | Nicolás Terol      | Derbi Racing               | Derbi        | 27   | +11.835   | 5       | 9     |
| 8   | 36 | Mika Kallio        | Red Bull KTM               | KTM          | 27   | +11.905   | 4       | 8     |
| 9   | 6  | Joan Olivé         | SSM Racing                 | Aprilia      | 27   | +26.017   | 16      | 7     |
| 10  | 33 | Sergio Gadea       | Master - MVA Aspar         | Aprilia      | 27   | +26.172   | 12      | 6     |
| 11  | 32 | Fabrizio Lai       | Valsir Seedorf Racing      | Honda        | 27   | +26.361   | 6       | 5     |
| 12  | 38 | Bradley Smith      | Repsol Honda               | Honda        | 27   | +26.389   | 14      | 4     |
| 13  | 11 | Sandro Cortese     | Elit - Caffe Latte         | Honda        | 27   | +26.480   | 11      | 3     |
| 14  | 14 | Gábor Talmácsi     | Humangest Racing           | Honda        | 27   | +26.606   | 7       | 2     |
| 15  | 71 | Tomoyoshi Koyama   | Malaguti Ajo Corse         | Malaguti     | 27   | +27.068   | 15      | 1     |
| 16  | 54 | Randy Krummenacher | Red Bull KTM               | KTM          | 27   | +27.192   | 21      |       |
| 17  | 8  | Lorenzo Zanetti    | Skilled I.S.P.A. Racing    | Aprilia      | 27   | +46.145   | 23      |       |
| 18  | 17 | Stefan Bradl       | Red Bull KTM Junior        | KTM          | 27   | +46.201   | 18      |       |
| 19  | 95 | Georg Fröhlich     | Abbink Bos Racing          | Honda        | 27   | +56.274   | 28      |       |
| 20  | 35 | Raffaele De Rosa   | Multimedia Racing          | Aprilia      | 27   | +56.549   | 25      |       |
| 21  | 26 | Vincent Braillard  | Multimedia Racing          | Aprilia      | 27   | +56.782   | 31      |       |
| 22  | 12 | Federico Sandi     | SSM Racing                 | Aprilia      | 27   | +57.073   | 27      |       |
| 23  | 15 | Michele Pirro      | WTR Blauer USA             | Aprilia      | 27   | +57.474   | 22      |       |
| 24  | 29 | Andrea Iannone     | Campetella Racing Junior   | Aprilia      | 27   | +57.707   | 20      |       |
| 25  | 7  | Alexis Masbou      | Malaguti Ajo Corse         | Malaguti     | 27   | +1:04.698 | 38      |       |
| 26  | 16 | Michele Conti      | Valsir Seedorf Racing      | Honda        | 27   | +1:04.793 | 33      |       |
| 27  | 45 | Imre Tóth          | Team Toth                  | Aprilia      | 27   | +1:07.754 | 19      |       |
| 28  | 43 | Manuel Hernández   | Nocable Angaia Racing      | Aprilia      | 27   | +1:17.323 | 30      |       |
| 29  | 23 | Lorenzo Baroni     | Humangest Racing           | Honda        | 27   | +1:17.507 | 26      |       |
| 30  | 21 | Mateo Túnez        | Master - MVA Aspar         | Aprilia      | 27   | +1:20.583 | 29      |       |
| 31  | 34 | Esteve Rabat       | Wurth Honda BQR            | Honda        | 27   | +1:24.772 | 40      |       |
| 32  | 98 | Toni Wirsing       | Honda Schumann Reisen      | Honda        | 26   | +1 giro   | 43      |       |

### Ritirati
| Nº | Pilota             | Squadra                    | Motocicletta | Giri | Griglia |
| -- | ------------------ | -------------------------- | ------------ | ---- | ------- |
| 61 | Robin Lässer       | Red Bull Adac KTM Junior   | KTM          | 17   | 37      |
| 44 | Karel Abraham      | Cardion AB Motoracing      | Aprilia      | 16   | 34      |
| 13 | Dino Lombardi      | 3C Racing                  | Aprilia      | 13   | 42      |
| 37 | Joey Litjens       | Arie Molenaar Racing       | Honda        | 11   | 39      |
| 22 | Pablo Nieto        | Multimedia Racing          | Aprilia      | 9    | 8       |
| 83 | Clément Dunikowski | FFM Honda Grand Prix 125   | Honda        | 7    | 41      |
| 53 | Simone Grotzkyj    | Campetella Racing Junior   | Aprilia      | 6    | 36      |
| 72 | Eric Hübsch        | Sachsenring-Motorrad Unger | Aprilia      | 5    | 35      |
| 20 | Roberto Tamburini  | Matteoni Racing            | Aprilia      | 4    | 24      |
| 10 | Ángel Rodríguez    | 3C Racing                  | Aprilia      | 1    | 17      |

### Non partito
| Nº | Pilota        | Squadra    | Motocicletta | Griglia |
| -- | ------------- | ---------- | ------------ | ------- |
| 97 | Joshua Sommer | RZT Racing | Aprilia      | 32      |